# 格雷丁
格雷丁（德語：Greding，發音：[ˈɡʁeːdɪŋ] ⓘ）是德国巴伐利亚州中弗兰肯行政区罗特县的城市，面积103.73平方千米，2023年12月31日人口为7,309人。